# Macrocentrus
Macrocentrus is een geslacht van schildwespen.
De wetenschappelijke naam Macrocentrus is gepubliceerd door John Curtis in 1833. Curtis beschreef Macrocentrus bicolor als eerste.
De soorten zijn in het larvestadium interne parasieten van de rupsen van hoofdzakelijk bladrollers en grasmotten. Het gebeurt dat meer dan een Macrocentrus-soort dezelfde gastheersoort aanvalt, en eenzelfde Macrocentrus-soort kan meerdere soorten parasiteren. Zo zijn er vier Macrocentrus-soorten bekend die de larven van de grijze fruitmot ( Grapholita molesta) aanvallen; terwijl voor Macrocentrus ancylivorus negen verschillende gastheersoorten bekend zijn. Omdat rupsen van bepaalde grasmotten en bladrollers schade aanbrengen aan voedingsgewassen, kunnen natuurlijke vijanden waaronder deze schildwespen bij de biologische bestrijding ervan ingezet worden. In de Verenigde Staten is Macrocentrus cingulum in 1926 geïntroduceerd voor de bestrijding van de Europese maisboorder (Ostrinia nubilalis), die een aantal jaren daarvoor in Noord-Amerika was ingevoerd.
De meeste Macrocentrus-soorten zijn solitair; al zijn er ook die in groep leven. In dit laatste geval is vastgesteld dat alle volwassen exemplaren die afkomstig zijn uit een bepaalde groep van cocons, gewoonlijk van hetzelfde geslacht zijn. Dit wijst op het voorkomen van poly-embryonie (meerdere embryo's ontwikkeld uit een enkel bevruchte eicel; een fenomeen dat bij parasitoïde insecten vaak voorkomt). Dit is vastgesteld bij Macrocentrus gifuensis (de naam is een synoniem van Macrocentrus cingulum).

## Soorten
Deze lijst van 189 soorten is mogelijk niet compleet.
- M. aegeriae Rohwer, 1915
- M. affinis Muesebeck, 1932
- M. albitarsis Granger, 1949
- M. alox van Achterberg & Belokobylskij, 1987
- M. amphigenes Alexeev, 1971
- M. amploventralis He & Chen, 2000
- M. ancylivorus (Rohwer, 1923)
- M. angustatus (Enderlein, 1920)
- M. angustifacialis Granger, 1949
- M. anjiensis He & Chen, 2000
- M. annulicornis Cameron, 1911
- M. apicalis He & Chen, 2000
- M. arcipetiolatus Lou & He, 2000
- M. archipsivorus He & Chen, 2000
- M. argyroploceus Fischer, 1964
- M. asiaticus Belokobylskij, 2000
- M. atratus Muesebeck, 1932
- M. austrinus He & Chen, 2000
- M. baishanzua He & Chen, 2000
- M. beijingensis Lou & He, 2000
- M. bengtssoni (Fahringer, 1929)
- M. bicolor Curtis, 1833
- M. bimaculatus He & Chen, 2000
- M. blandoides van Achterberg, 1993
- M. blandus Eady & Clark, 1964
- M. bradleyi Daniel, 1933
- M. brevicaudifer van Achterberg, 1979
- M. brevipalpis He & Chen, 2000
- M. buolianae Eady & Clark, 1964
- M. calacte Nixon, 1938
- M. californiensis Ahlstrom, 2005
- M. camphoraphilus He & Chen, 2008
- M. canarsiae Muesebeck, 1932
- M. capensis Cameron, 1906
- M. carolinensis Watanabe, 1945
- M. cerasivoranae Viereck, 1912
- M. ceylonicus Enderlein, 1912
- M. cingulum Brischke, 1882
- M. citreitarsis (Enderlein, 1920)
- M. clypeatus Muesebeck, 1932
- M. cnaphalocrocis He & Lou, 1993
- M. coloradensis Ahlstrom, 2005
- M. collaris (Spinola, 1808)
- M. concentralis He & Chen, 2000
- M. confusstriatus He & Chen, 2000
- M. coronarius Lou & He, 2000
- M. crambi (Ashmead, 1894)
- M. crassinervis Nixon, 1950
- M. crassipes Muesebeck, 1932
- M. crassus Eady & Clark, 1964
- M. crocidophorae Muesebeck, 1932
- M. cuniculus Walley, 1933
- M. chasanicus Belokobylskij, 2000
- M. choui He & Chen, 2000
- M. chui Lou & He, 2000
- M. dushanensis He & Chen, 2000
- M. elongatus Granger, 1949
- M. equalis Lyle, 1914
- M. exartemae Walley, 1932
- M. famelicus (Enderlein, 1920)
- M. flavomaculatus Lou & He, 2000
- M. flavoorbitalis He & Chen, 2000
- M. flavus Vollenhoven, 1878
- M. fossilipetiolatus Lou & He, 2000
- M. fuscicornis Szepligeti, 1914
- M. fuscipes Cameron, 1906
- M. gibber Eady & Clark, 1964
- M. giganteus Granger, 1949
- M. gigas Watanabe, 1937
- M. glabripleuralis Lou & He, 2000
- M. glabritergitus He & Chen, 2000
- M. guangxiensis He & Chen, 2000
- M. guizhouensis Lou & He, 2000
- M. gutianshanensis He & Chen, 2000
- M. hangzhouensis He & Chen, 2000
- M. hemistriolatus He & Chen, 2000
- M. homonae Nixon, 1938
- M. huggerti van Achterberg, 1993
- M. hunanensis He & Lou, 1992
- M. hungaricus Marshall, 1893
- M. impressus Muesebeck, 1932
- M. incompletus Muesebeck, 1932
- M. infirmus (Nees, 1834)
- M. infumatus Muesebeck, 1938
- M. infuscatus van Achterberg, 1993
- M. innuitorum Walley, 1936
- M. instabilis Muesebeck, 1932
- M. jacobsoni Szepligeti, 1908
- M. karafutus Belokobylskij, 2000
- M. kurnakovi Tobias, 1976
- M. laevigatus He & Chen, 2000
- M. latisulcatus Cameron, 1911
- M. linearis (Nees, 1811)
- M. lishuiensis He & Chen, 2000
- M. longicornutus Haeselbarth, 1978
- M. longipes Cameron, 1910
- M. longistigmus He, 1997

- M. luteus

Macrocentrus luteus (Cameron) Cameron, 1911
Macrocentrus luteus (Szepligeti) Szepligeti, 1911
- M. luteus (Cameron)
- M. luteus (Szepligeti)
- M. maculistigmus He & Lou, 1992
- M. madeirensis van Achterberg, 1993
- M. mainlingensis Wang, 1982
- M. mandibularis Watanabe, 1967
- M. maraisi Nixon, 1956
- M. marginator (Nees, 1811)
- M. marshi Ahlstrom, 2005
- M. maximiliani Haeselbarth, 1994
- M. melanogaster He & Chen, 2000
- M. mellicornis van Achterberg & Belokobylskij, 1987
- M. mellipes Provancher, 1880
- M. minor Szepligeti, 1908
- M. muesebecki Costa Lima, 1950
- M. neomexicanus Ahlstrom, 2005
- M. nidulator (Nees, 1834)
- M. nigriceps Szepligeti, 1914
- M. nigricoxa He & Chen, 2000
- M. nigridorsis Viereck, 1924
- M. nigrigenuis van Achterberg, 1993
- M. nigripectus Muesebeck, 1932
- M. nigroornatus Cameron, 1911
- M. nitidus (Wesmael, 1835)
- M. nixoni Kurhade & Nikam, 1998
- M. nocarus Ahlstrom, 2005
- M. novaguineensis Szepligeti, 1902
- M. obliquus He & Chen, 2000
- M. oculatus Szepligeti, 1914
- M. oriens van Achterberg & Belokobylskij, 1987
- M. orientalis He & Chen, 2000
- M. palliduplus Shenefelt, 1969
- M. pallidus Fullaway, 1913
- M. pallipes (Nees, 1811)
- M. pallisteri DeGant, 1930
- M. papuanus Strand, 1911
- M. parametriatesivorus He & Chen, 2000
- M. parki van Achterberg, 1993
- M. pectoralis Provancher, 1880
- M. peroneae Muesebeck, 1932
- M. persephone Nixon, 1950
- M. pilosus Watanabe, 1967
- M. planitibiae Ahlstrom, 2005
- M. postfurcalis Strand, 1911
- M. prolificus Wharton, 1984
- M. pulchripennis Muesebeck, 1932
- M. pyraustae Viereck, 1917
- M. qingyuanensis He & Chen, 2000
- M. radiellanus He & Chen, 2000
- M. resinellae (Linnaeus, 1758)
- M. reticulatus Muesebeck, 1932
- M. retusus van Achterberg & Belokobylskij, 1987
- M. rhyacioniae Watanabe, 1970
- M. robustus Muesebeck, 1932
- M. rossemi Haeselbarth & van Achterberg, 1981
- M. rubromaculatus (Cameron, 1901)
- M. rufotestaceus Cameron, 1906
- M. rugifacialis He & Chen, 2000
- M. rugulosus Szepligeti, 1914
- M. seminiger Muesebeck, 1932
- M. sesamivorus van Achterberg, 1996
- M. seyrigi Granger, 1949
- M. shawi Ahlstrom, 2005
- M. sichuanensis He, 1997
- M. simingshanus Lou & He, 2000
- M. sinensis He & Chen, 2000
- M. somaliensis (Szepligeti, 1914)
- M. soniae Ahlstrom, 2005
- M. spilotus van Achterberg & Belokobylskij, 1987
- M. sulphureus Szepligeti, 1914
- M. suni He & Chen, 2000
- M. sylvestrellae van Achterberg, 2001
- M. tasmanicus (Wilkinson, 1928)
- M. tatshinguanus Belokobylskij, 2000
- M. terminalis (Ashmead, 1889)
- M. tessulatanae Hedwig, 1959
- M. testaceiceps Szepligeti, 1914
- M. theaphilus He & Chen, 2000
- M. thoracicus (Nees, 1811)
- M. tianmushanus He & Chen, 2000
- M. townesi van Achterberg & Haeselbarth, 1983
- M. tricoloratus Turner, 1920
- M. trimaculatus (Cameron, 1910)
- M. tritergitus He & Chen, 2000
- M. turkestanicus (Telenga, 1950)
- M. utilis Muesebeck, 1932
- M. vanachterbergi Ahlstrom, 2005
- M. wangi He & Chen, 2000
- M. watanabei van Achterberg, 1993
- M. xingshanensis He, 1997
- M. yuanjiangensis He & Chen, 2000
- M. zhangi He & Chen, 2000
- M. zhejiangensis He & Chen, 2000